# Marolles-lès-Bailly
Marolles-lès-Bailly är en kommun i departementet Aube i regionen Grand Est (tidigare regionen Champagne-Ardenne) i nordöstra Frankrike. Kommunen ligger  i kantonen Bar-sur-Seine som ligger i arrondissementet Troyes. År 2022 hade Marolles-lès-Bailly 120 invånare.

## Befolkningsutveckling
Antalet invånare i kommunen Marolles-lès-Bailly
Referens: INSEE